# Djursdala kyrka

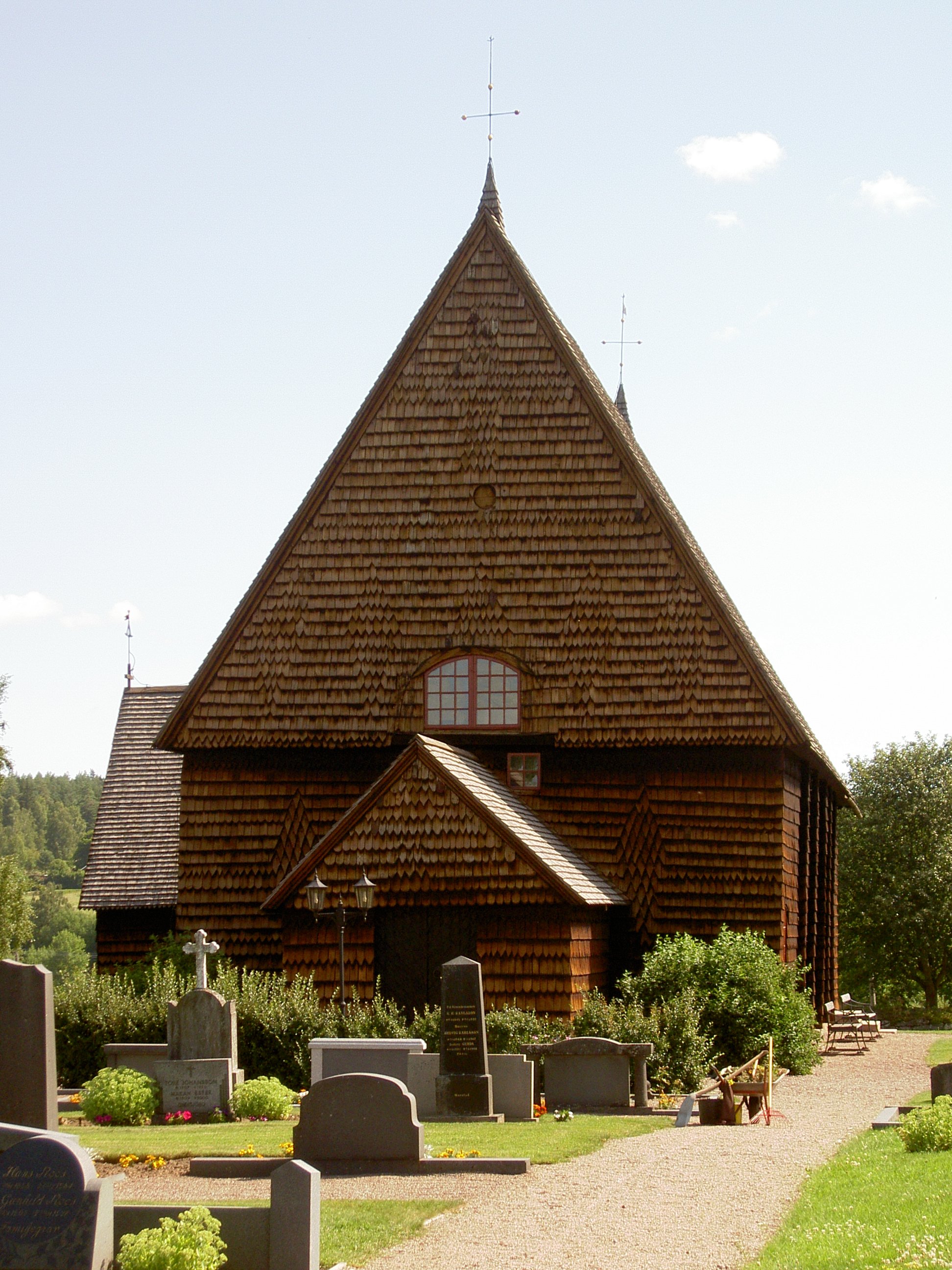
Djursdala kyrka från väster

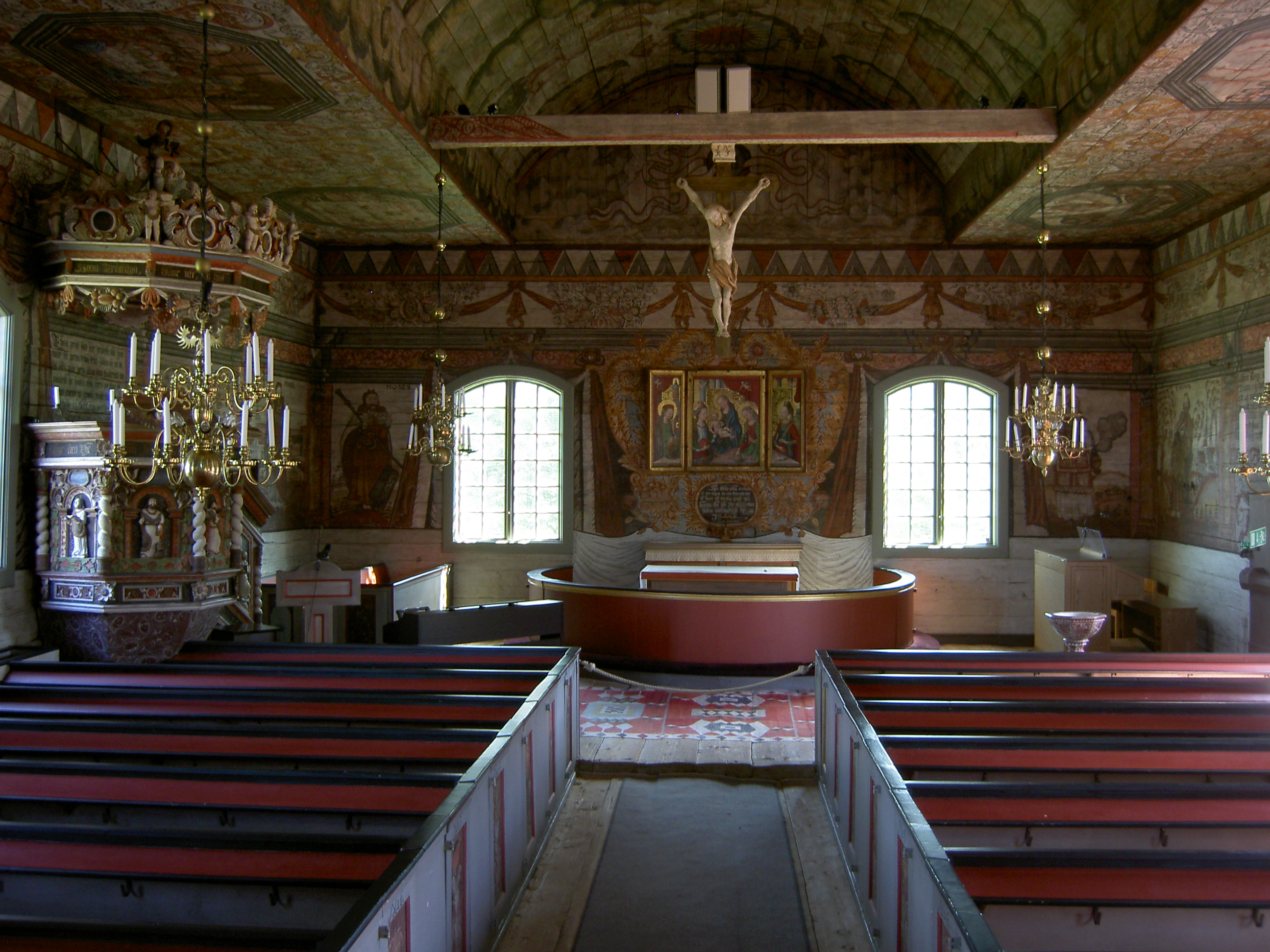
Kyrkorummet

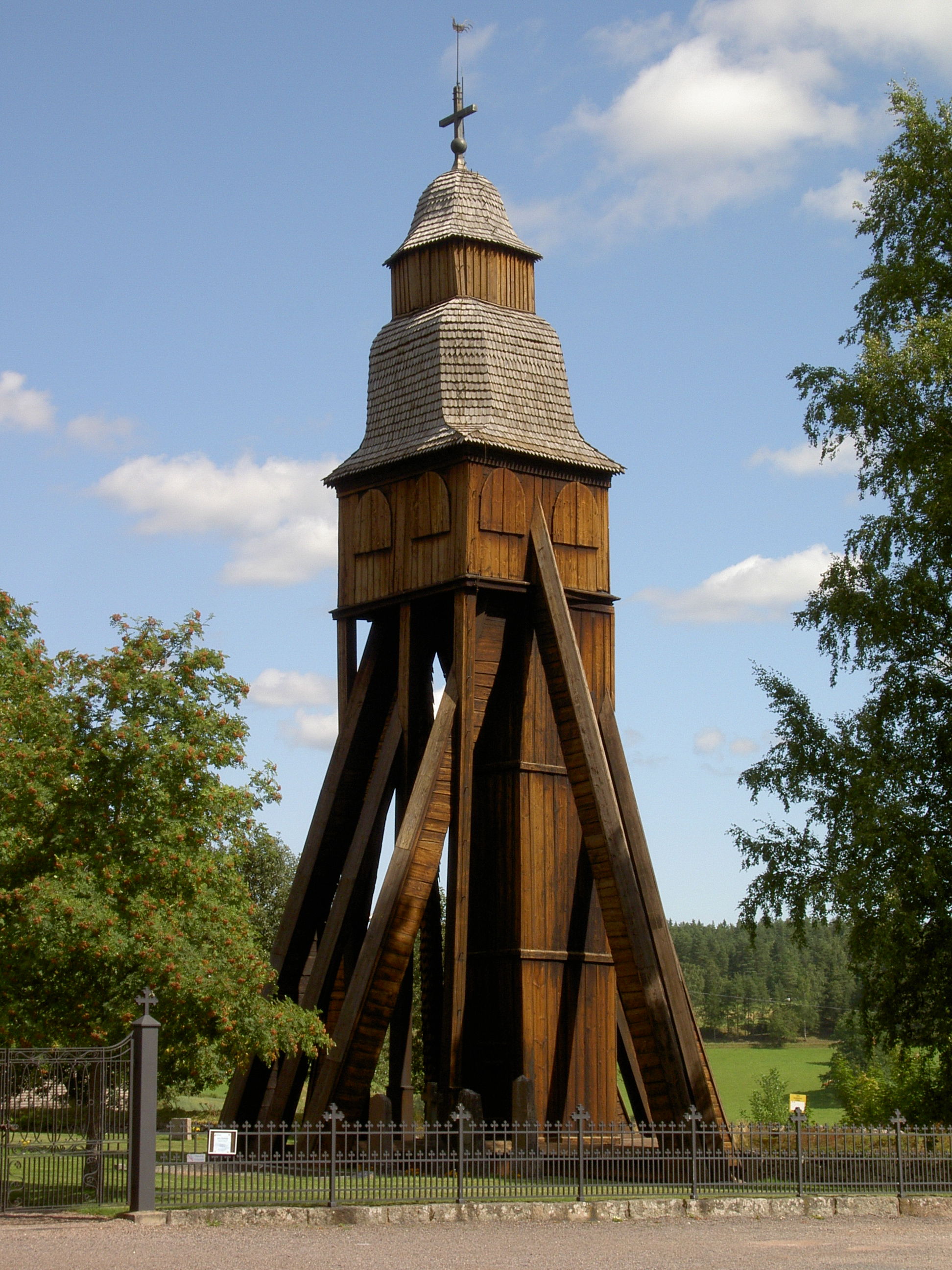
Klockstapeln

Djursdala kyrka är en kyrkobyggnad i Djursdala, Djursdala socken, Vimmerby kommun, Småland. Kyrkan ligger omkring en mil norr om Vimmerby. Kyrkan med kyrkogård är belägen på traktens högsta kulle med utsikt över sjön Juttern. År 1692 uppfördes kyrkan på samma plats där det har funnits en kyrka sedan medeltiden.

## Kyrkobyggnaden
Nuvarande träkyrka är uppförd av liggtimmer och klädd med spån. Den vilar på en sockel av fogad natursten och består av ett långhus med en rektangulär grundplan. I norr ligger sakristian och i väster ligger vapenhuset. Långhus, vapenhus och sakristia är alla täckta med spånklädda sadeltak. Huvudingången finns i vapenhuset och vid långhusets södra sida finns ännu en ingång.
Långhustakets östra och västra ände pryds med varsin takryttare formade som kors med vimpel högst upp.

### Tillkomst
Föregående träkyrka med klockstapel eldhärjades våren 1691. Redan 9 maj 1692 påbörjades bygget av nuvarande kyrka som invigdes 30 november av prosten Johan Phoenix i Vimmerby. Allt byggnadsmaterial, utom spik och tjära, levererades av hemmanen. 1695 hade hela kyrkan blivit spånbeklädd.

### Dekormåleri
Åren 1707 - 1708 täcktes kyrkorummets väggar och tak med dekormåleri utfört av mästarna Petter Wadsten och Zacharias Hake från Eksjö. Sannolikt var de inspirerade av Johan Künkel som har dekorerat taket i Eksjö gamla kyrka. Målningarna skildrar händelser ur Gamla- och Nya Testamentet. Förlagorna kan möjligen ha varit illustrerade tyska bibelupplagor och nederländska kopparstick.

### Restaureringar och ombyggnader
1730 tillkom en läktare i kyrkorummets västra sida. Samtidigt togs fönster upp i väster för att släppa in ljus på läktaren.
Under 1830-talet byttes takbeläggningen ut mot nya träspån av furu. Vid den tiden lär kyrka och klockstapel ha varit rödfärgade.
En grundlig renovering genomfördes 1939. Elvärme tillkom 1968 och elektrisk belysning tillkom 1983.

### Restaureringen 1990
1990 genomgick kyrkan en grundlig inre restaurering då alla målningar konserverades och försågs med belysning. Bänkinredningen fick ny färgsättning. Altaret ersattes med en predella och ett löst altarbord. Högtalar- och guideanläggning installerades. En ny psalmnummertavla sattes upp. Påskdagen 1991 återinvigdes kyrkan av kontraktsprost Eric Nilsson, Hultsfred.

## Inventarier
- Altaret har ett altarskåp i form av en triptyk, tillverkat under 1400-talets slut av Bernt Notkes verkstad. Altarskåpet räddas undan när förra kyrkan brann. (Bild)
- Den rikt skulpterade predikstolen tillkom år 1698 och målades 1708. Sannolikt är den äldre än kyrkan. Predikstolens skulpturer föreställer Kristus och de fyra evangelisterna.
- Dopfunten av polerad grå kalksten är från 1600-talet. Den är huggen i stenmästaren Michael Hackes verkstad i Skänninge.
- I kyrkan finns flera ljuskronor. De främre är från 1700-talet och de bakre är från 1976.

### Orgel
- Orgeln har nio stämmor i en manual med bihangspedal. Den byggdes 1841 av klockaren Anders Jonsson (orgelbyggare) i Ringarum. År 1939 satte A. Magnusson Orgelbyggeri AB in en självständig pedalstämma. Den togs bort 1972 av Einar berg, Stockholm. År 1939 sattes även ett crescendoskåp upp som togs bort 1965 av Bröderna Moberg, Sandviken. Orgeln återställdes 1988 i ursprungligt skick av Nils-Olof Berg, Nye.

| Manual        | Pedal   |
| Borduna 16’   | Bihängd |
| Principal 8’  |         |
| Gedackt 8’    |         |
| Gamba 8’      |         |
| Principal 4'  |         |
| Flöjt 4’      |         |
| Octava 2'     |         |
| Mixtur 2 chor |         |
| Trumpet 8'    |         |

#### Kororgel
- 1988 fick kyrkan en kororgel som byggdes 1981 av Nils-Olof Berg, Nye. Den flyttades hit från Gullringens församlingshem i Södra vi. Orgeln är mekanisk.

| Manual E-d3  |
| Gedackt 8’   |
| Pommer 4’    |
| Principal 1’ |

## Klockstapel
Nuvarande klockstapel tillkom troligen 1698. I stapeln hänger två klockor som har omgjutits flera gånger. Lillklockan omgöts senast 1820 och storklockan göts 1850.